# Pseudotiron bouvieri
Pseudotiron bouvieri is een vlokreeftensoort uit de familie van de Synopiidae. De wetenschappelijke naam van de soort is voor het eerst geldig gepubliceerd in 1895 door Chevreux.